# Ala-Penikka
Ala-Penikka är en kulle i Finland.   Den ligger i den ekonomiska regionen  Kemi-Torneå  och landskapet Lappland, i den norra delen av landet, 600 km norr om huvudstaden Helsingfors. Toppen på Ala-Penikka är 159 meter över havet.
Terrängen runt Ala-Penikka är huvudsakligen platt. Runt Ala-Penikka är det mycket glesbefolkat, med 2 invånare per kvadratkilometer. Närmaste större samhälle är Simo, 17,5 km söder om Ala-Penikka. 